# Mexicaanse peso
De Mexicaanse peso (MXN) is de munteenheid van Mexico. Een peso is verdeeld in 100 centavo. Het symbool voor peso is $, het symbool voor centavo is ¢.

## Munten en bankbiljetten
Er zijn munten van 10¢, 20¢, 50¢, $1, $2, $5, $10 en $20. Een munt van $50 bestaat ook, maar wordt niet veel gebruikt. Er bestaan bankbiljetten van $20, $50, $100, $200, $500 en $1000. $10-biljetten zijn nog officieel betaalmiddel, maar worden niet meer gedrukt. Op de munten staan Azteekse symbolen, op de bankbiljetten staan helden uit de Mexicaanse geschiedenis. De munten worden geslagen door de Casa de Moneda de México.
| Waarde (S/.) | Voorzijde             | Achterzijde                 | Grootte     |
| ------------ | --------------------- | --------------------------- | ----------- |
| $20          | Benito Juárez         | Monte Albán                 | 120 x 66 mm |
| $50          | José María Morelos    | Aquaduct in Morelia         | 127 x 66 mm |
| $100         | Nezahualcoyotl        | Tenochtitlan                | 134 x 66 mm |
| $200         | Juana Inés de la Cruz | Hacienda van Panoayan       | 141 x 66 mm |
| $500         | Diego Rivera          | Frida Kahlo                 | 148 x 66 mm |
| $1000        | Miguel Hidalgo        | Universiteit van Guanajuato | 155 x 66 mm |

## Geschiedenis
De Mexicaanse peso was gebaseerd op de Spaans-koloniale peso. In 1785 werd de peso in de Verenigde Staten als officieel betaalmiddel erkend. Vanaf 1792, toen de eerste Amerikaanse dollars werden geslagen, was de waarde van de Amerikaanse dollar 1 op 1 gekoppeld aan de Mexicaanse peso. Na 1857 was de Mexicaanse peso niet langer een officieel betaalmiddel in de Verenigde Staten, en een jaar later verloor hij ook in Canada die status.
De Mexicaanse peso bestaat in zijn huidige vorm sinds 1993. In dat jaar werd de oude peso (MXP), die instabiel was geworden, vervangen door de Nuevo Peso. Eén nieuwe peso was 1000 oude peso's waard. Sinds 1996 is het woord nuevo komen te vervallen van de munten en banknoten, en heet de munt dus weer gewoon peso mexicano.

## Wisselkoers

Wisselkoers versus de dollar vanaf 1991

Vanaf 1994 zorgde een ongunstige betalingsbalans en een risicovol deviezenbeleid voor druk op de peso. De centrale bank besloot de vaste wisselkoers los te laten en de munt te laten zweven. De waarde van de nationale munt daalde internationaal in zes maanden tijd met 50% (de zgn. 'tequilacrisis'). Vele Mexicaanse bedrijven, banken en welgestelde gezinnen moesten hiervan de gevolgen dragen. In Mexico werden (en worden) bankleningen uitgedrukt in Amerikaanse dollars, en niet in peso's. Gezinnen zagen hun schuld op korte termijn ruimschoots verdubbelen en moesten hun huis verkopen om de lening te kunnen afbetalen. Banken met te veel dubieuze debiteuren gingen over de kop.
Traumatisch als deze ervaring voor vele Mexicanen was, leeft vandaag nog steeds een beetje de angst dat het opnieuw kan gebeuren. De verhouding Amerikaanse dollar - peso is in alle media dagelijks duidelijk af te lezen. In een reactie op de crisis kreeg de centrale bank van Mexico, de Banco de México, duidelijkere en grotere onafhankelijke bevoegdheden vanuit de politiek met betrekking tot inflatiecontrole, deviezencontrole en transparantie naar de markt.
De schommelingen in de wisselkoers versus de dollar zijn toegenomen sinds Donald Trump zich in 2015 presidentskandidaat heeft gesteld. In zijn speeches noemde hij het hoge Amerikaanse handelstekort en wees hierbij naar Mexico en de Volksrepubliek China. Verder had hij veel kritiek op de Noord-Amerikaanse Vrijhandelsovereenkomst (NAFTA) waarvan Mexico meer profiteert dan de Verenigde Staten. Ruim driekwart van de Mexicaanse export gaat naar de VS en iedere wijziging in het Amerikaanse handelsbeleid kan Mexico zwaar raken. De onzekerheid over Trumps plannen en maatregelen hebben geleid tot grote fluctuaties in de wisselkoers.
| Jaar | Gemiddeld | Jaareinde |
| ---- | --------- | --------- |
| 2010 | 12,64     | 12,36     |
| 2011 | 12,42     | 13,99     |
| 2012 | 13,17     | 13,01     |
| 2013 | 12,77     | 13,08     |
| 2014 | 13,29     | 14,72     |
| 2015 | 15,85     | 17,21     |
| 2016 | 18,66     | 20,73     |
| 2017 | 18,93     | 19,79     |
| 2018 | 19,24     | 19,68     |
| 2019 | 19,26     | 18,85     |
| 2020 | 21,49     | 19,95     |
| 2021 | 20,27     | 20,47     |
| 2022 | 20,13     | 19,36     |
| 2023 | 17,73     | 16,92     |